# Saturn 3
Pour plus de détails, voir Fiche technique et Distribution.
Saturn 3 ou Saturne 3 au Québec est un film de science-fiction britannique réalisé par Stanley Donen, sorti en 1980. Il s'agit d'une histoire de John Barry[réf. nécessaire].
Le film suit deux savants agronomes, Adam et Alex, qui travaillent dans une petite station de recherche située sur un des satellites de Saturne. En total isolement depuis trois ans, ils se livrent à une série d'expériences en vue de résoudre les problèmes d'alimentation qui se posent sur la planète Terre, surpeuplée et polluée. Leur existence s'écoule paisiblement en compagnie de leur chien Sally et de leurs trois assistants robots. Un jour se présente à eux le capitaine Benson, psychologiquement instable, qui, après avoir secrètement assassiné le capitaine James, a pris sa place afin de tester un robot, appelé Hector, tout récemment conçu, de la génération « demi-dieu » (il possède un cerveau en fibres humaines). De fait, Hector, branché directement sur le cerveau de Benson, agit avec autant d'intelligence que d'indiscipline. Benson, qui ne parvient d'ailleurs plus à le contrôler et qui s'est toujours violemment opposé à Adam sur ce sujet, en est la première victime, pour avoir voulu le supplanter dans le cœur de la belle Alex. Adam, qui a dû protéger son amie des assauts de Benson et d'Hector, ne parvient pas non plus à se débarrasser du robot, malgré plusieurs tentatives.
Il finira par se sacrifier pour détruire Hector et sauver Alex.

## Synopsis
Dans un futur lointain, une Terre surpeuplée dépend des recherches menées par des scientifiques dans des colonies éloignées du système solaire. Le contact est maintenu par des vaisseaux spatiaux faisant la navette entre les colonies et de grandes stations spatiales en orbite.
Le capitaine James s'apprête à quitter une station spatiale géante lorsqu'il est assassiné dans les vestiaires par le capitaine Benson (Harvey Keitel) en ouvrant le toit dans le vide spatial. Benson, qui a été classé "potentiellement instable" lors d'un examen mental, vole la navette de James et quitte la station spatiale pour une petite station de recherche hydroponique expérimentale à distance sur la troisième lune de Saturne. Arrivé là-bas, il trouve la station Saturn 3 habitée uniquement par un couple : Adam (Kirk Douglas) et sa jeune collègue Alex (Farrah Fawcett). Adam, Alex et son chien, Sally, profitent de leur isolement loin d'une Terre surpeuplée et affamée. Le couple est sur Saturne 3 depuis trois ans, mais Alex a passé toute sa vie dans l'espace et connaît peu les habitudes et les mœurs des terriens.
L'idylle d'Alex et Adam est rompue lorsque Benson révèle que sa mission est de remplacer au moins un des scientifiques de la lune par un robot. Le robot - nommé Hector - est l'un des premiers de la série "Demigod", s'appuyant sur du "tissu cérébral pur" extrait de fœtus humains mort-nés et programmé à l'aide d'un lien direct avec le cerveau de Benson. Adam dit à Alex qu'il est le candidat probable pour le retrait, étant donné qu'il est proche de "l'heure de l'abandon" et qu'il devra partir de toute façon.
Une fois Hector assemblé, Benson commence à préparer le robot, en utilisant le lien neuronal implanté dans la colonne vertébrale de Benson. Ainsi connecté à Benson, Hector apprend rapidement l'échec de Benson au test de stabilité psychologique, ainsi que le meurtre de James. Avec peu de barrière entre le cerveau du robot et celui de Benson, Hector est bientôt empreint de la nature meurtrière de Benson et de sa soif du corps d'Alex. Le robot se rebelle et tue Sally. Adam et Alex parviennent à désactiver temporairement le robot pendant qu'il se recharge puis Benson lui retire son cerveau.
Croyant le danger écarté, Adam accuse Benson d'incompétence flagrante, lui ordonnant de démonter le robot et de revenir sur Terre à la fin d'une éclipse (cette éclipse qui dure 29 jours empêche également la communication avec d'autres stations). A l'insu de Benson, Adam ou Alex, Hector reste suffisamment fonctionnel pour prendre le contrôle des robots plus anciens de la base, les utilisant pour réassembler son corps et reconnecter son cerveau. Ignorant la résurgence d'Hector, Benson tente de quitter la station en entraînant Alex avec lui. Ressuscité, Hector assassine Benson avant son départ avec Alex. Hector détruit le vaisseau spatial de Benson avant que les scientifiques ne puissent s'échapper, les piégeant tous sur Saturne 3, et prend le contrôle de l'ordinateur central de la station.
Pris au piège dans la salle de contrôle, Alex et Adam sont surpris de voir le visage de Benson sur leur moniteur. Les deux sont dirigés par une voix qu'ils reconnaissent comme celle de Benson pour quitter la salle de contrôle, tous deux surpris que Benson soit encore en vie. À leur grande surprise, les deux sont confrontés à Hector, portant maintenant la tête coupée de Benson.
Peu de temps après, Alex et Adam se réveillent dans leurs propres chambres. À sa grande horreur, Alex découvre qu'Hector a installé un lien cérébral au sommet de la colonne vertébrale d'Adam, un peu comme celui que Benson avait, et qui donne à Hector un accès direct au cerveau d'Adam. Hector explique qu'il peut le «lire» mais prendre le contrôle d'Adam «viendra plus tard». Cela amène Adam à se rebeller et il détruit Hector en le plaquant dans une fosse à déchets et en se sacrifiant avec une grenade.
Dans la scène finale, Alex est montrée à bord d'un vaisseau spatial au-dessus de la Terre en attendant une navette en partance pour celle-ci.

## Fiche technique
Sauf indication contraire, les informations mentionnées dans cette section peuvent être confirmées par la base de données cinématographiques IMDb,  présente dans la section « Liens externes ».
- Titre original et français : Saturn 3
- Titre québécois : Saturne 3
- Réalisation : Stanley Donen
- Scénario : Martin Amis, d'après une histoire de John Barry[réf. nécessaire]
- Musique : Elmer Bernstein
- Décors : Stuart Craig
- Costumes : Anthony Mendleson
- Photographie : Billy Williams et Robert Paynter (prises de vues additionnelles)
- Montage : Richard Marden
- Production : Stanley Donen, Eric Rattray et Martin Starger
- Sociétés de production : Incorporated Television Company, Elliott Kastner Productions et Transcontinental Films
- Sociétés de distribution : ITC Film Distributors (Royaume-Uni), Union Générale Cinématographique (France)
- Pays de production :  Royaume-Uni
- Format : couleur — 35 mm — 1,85:1 — Son : Dolby Stereo
- Genre : science-fiction, horreur, aventure et thriller
- Durée : 88 minutes
- Dates de sortie : 
  - Royaume-Uni : 8 mai 1980
  - France : 28 mai 1980
- Affiches : Macario Gómez Quibus (Espagne), René Ferracci (France)

## Distribution
- Farrah Fawcett (VF : Béatrice Delfe[1]) : Alex
- Kirk Douglas (VF : Roger Rudel) : le major Adam
- Harvey Keitel (VO : Roy Dotrice ; VF : Michel Paulin) : le capitaine Benson
- Ed Bishop : Harding
- Douglas Lambert : le capitaine James

## Remarques
- Le tournage s'est déroulé aux studios de Shepperton.
- La réalisation du film fut tout d'abord confiée au chef décorateur John Barry, qui avait déjà travaillé sur des films de science-fiction tels que Star Wars, épisode IV : Un nouvel espoir (1977) ou Superman (1978), et dont ce devait être la première réalisation, mais à la suite de divergences artistiques avec la production, il fut rapidement évincé au profit de Stanley Donen.
- Le cinéaste n'ayant pas aimé l'accent si caractéristique de Brooklyn qu'avait Harvey Keitel, il fit doubler ce dernier par l'acteur britannique Roy Dotrice, qui employa un accent neutre.
- Le responsable des effets spéciaux Colin Chilvers a créé le robot Hector d'après un croquis de Léonard de Vinci.
- La version du film qui sortit au cinéma en 1980 fut amputée de nombreuses scènes. Une version longue (de 96 minutes) fut diffusée à la télévision aux États-Unis en 1984, intégrant plusieurs de ces séquences supprimées, mais elles ne furent pas doublées en français. Ces scènes sont cependant disponibles en bonus, dans une version restaurée du film, sortie en 2013 en Blu-ray aux Etats-Unis.
- Ce film a aujourd'hui acquis le statut de film culte. Un « nanar », comme on peut le lire sur ce site

## Nominations
- Razzie Awards 1981 : 
  - Pire film
  - Pire acteur pour Kirk Douglas
  - Pire actrice pour Farrah Fawcett